# Sonate K. 392
La sonate K. 392 (F.338/L.246) en si bémol majeur est une œuvre pour clavier du compositeur italien Domenico Scarlatti.

## Présentation
La sonate K. 392 en si bémol majeur est notée Allegro.

## Manuscrits
Le manuscrit principal est le numéro 5 du volume IX (Ms. 9780) de Venise (1754), copié pour Maria Barbara ; les autres sources manuscrites étant Parme XI 5 (Ms. A. G. 31416), Münster IV 69 (Sant Hs 3967) ; le numéro 24 du manuscrit Ayerbe de Madrid (E-Mc, ms. 3-1408) et à la Morgan Library, au sein du manuscrit Cary 703 (no 59).

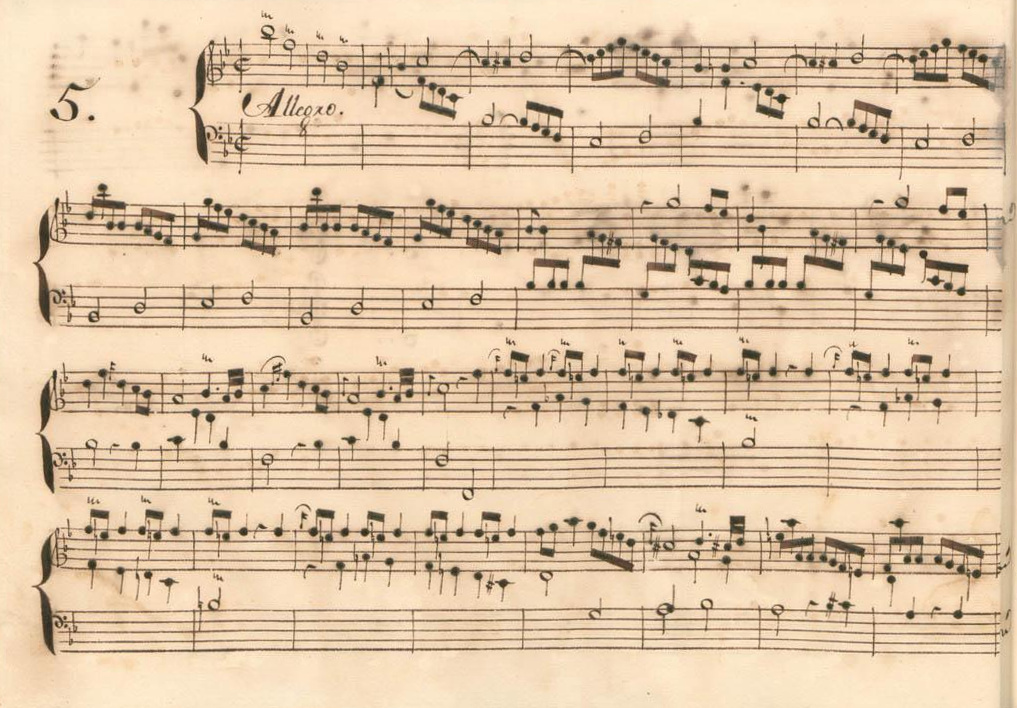
Parme XI 5.
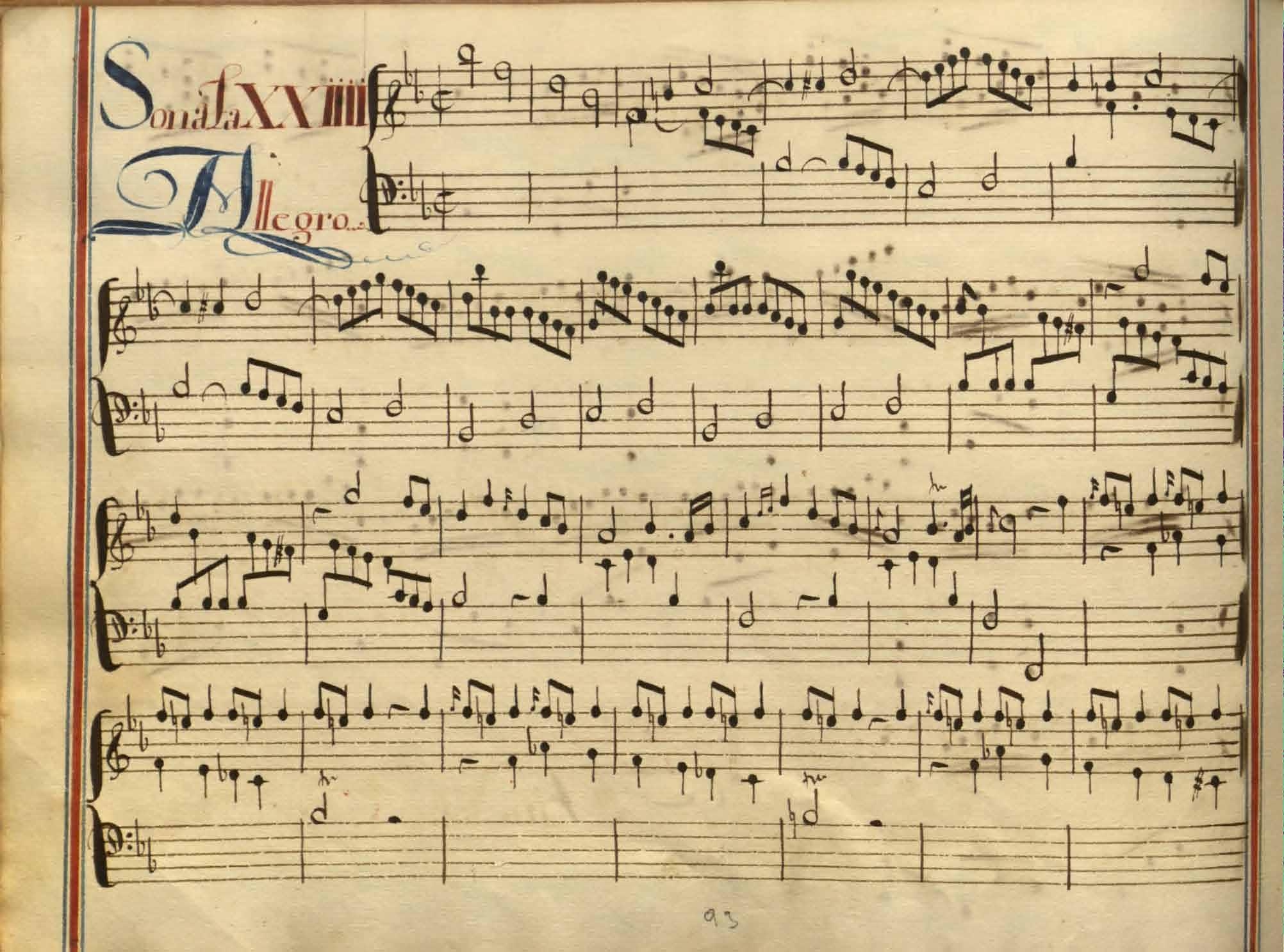
Madrid, sonate no 24.

## Interprètes
La sonate K. 392 est peu enregistrée. Cependant elle est interprétée au piano par Sergio Monteiro (2017, Naxos, vol. 18) et Carlo Grante (2013, Music & Arts, vol. 4) ; au clavecin par Scott Ross (1985, Erato), Richard Lester (2003, Nimbus, vol. 4) et Pieter-Jan Belder (Brilliant Classics).

## Sources
: document utilisé comme source pour la rédaction de cet article.
- Ralph Kirkpatrick (trad. de l'anglais par Dennis Collins), Domenico Scarlatti, Paris, Lattès, coll. « Musique et Musiciens », 1982 (1re éd. 1953 (en)), 493 p. (OCLC 954954205, BNF 34689181).
- Alain de Chambure, « Domenico Scarlatti : Intégrale des sonates — Scott Ross », p. 204, Erato (2564-62092-2), 1985 (OCLC 891183737) .
- (es) Laura Cuervo Calvo, « El manuscrito Ayerbe : una fuente española de las sonatas de Domenico Scarlatti de mediados del siglo XVIII », Ad Parnassum, Ut Orpheus Edizioni, vol. 13, no 25,‎ avril 2015, p. 1–26 (ISSN 1722-3954, OCLC 1006521868, lire en ligne).
- (es) Celestino Yáñez Navarro (thèse), Nuevas aportaciones para el estudio de las sonatas de Domenico Scarlatti. Los manuscritos del Archivo de Música de las Catedrales de Zaragoza, Université autonome de Barcelone, 2016 (lire en ligne)